# Верланица
Верланица или Верланджа (на гръцки: Παλιό Αγιονέρι, Палио Агионери, катаревуса: Παλιόν Αγιονέριον, Палион Агионерион, до 1927 година Βερλάντζα, Верланца) е село в Гърция, Егейска Македония, в дем Кукуш, в област Централна Македония.

## География
Селото се намира на 130 m надморска височина в дъното на Солунското поле, на 25 km югозападно от град Кукуш (Килкис).

## История

### В Османската империя
В началото на XX век Верланица е предимно турско село в Солунска каза на Османската империя. Според Васил Кънчов („Македония. Етнография и статистика“) в 1900 година Верланица (Варланджа) има 630 жители, от които 35 българи, 560 турци и 35 цигани.
Цялото християнско население на селото е под върховенството на Българската екзархия. По данни на секретаря на екзархията Димитър Мишев („La Macédoine et sa Population Chrétienne“) в 1905 година във Варланджа (Varlangja) има 40 жители българи екзархисти.

### В Гърция
След Междусъюзническата война селото попада в Гърция. Боривое Милоевич пише в 1921 година („Южна Македония“), че Върланджа (Врланџа) има 230 къщи турци. По силата на Лозанския договор през 20-те турците се изселват в Турция, а българското му население се изселва в България - официално 23 души. На тяхно място са заселени 165 семейства гърци от Кавказ, 7 от Източна Тракия, 4 от Мала Азия и 2 от Понт. В 1927 година Верланица е прекръстено на Агионери. В 1928 година селото е представено като чисто бежанско с 339 бежански семейства и 1116 души общо.
Землището на селото е много плодородно. Населението традиционно произвежда много жито и памук.
| Година    | 1913 | 1920 | 1928 | 1940 | 1951 | 1961 | 1971 | 1981 | 1991 | 2001 | 2011 | 2021 |
| --------- | ---- | ---- | ---- | ---- | ---- | ---- | ---- | ---- | ---- | ---- | ---- | ---- |
| Население | 300  | 167  | 749  | 827  | 588  | 694  | 543  | 648  | 644  | 866  | 886  | 773  |